# Scopa, Piemonte
Scopa är en ort och kommun i provinsen Vercelli i regionen Piemonte, Italien. Kommunen hade 391 invånare (2018).